# Parti communiste des travailleurs portugais
Le Parti communiste des travailleurs portugais - Mouvement réorganisateur du parti du prolétariat (en portugais, Partido Comunista dos Trabalhadores Portugueses - Movimento Reorganizativo do Partido do Proletariado, PCTP - MRPP) est un parti politique maoïste fondé en 1970 au Portugal.

## Histoire
Initialement, ce parti d'obédience maoïste se nommait Mouvement réorganisé du parti du prolétariat - MRPP. Il a été fondé par Arnaldo Matias de Matos (1939-2019), Vidaul Ferreira, João Machado et Fernando Rosas.
Dès 1971, dans un contexte de dictature conservatrice et autoritaire de Marcello Caetano, il commence à diffuser un journal intitulé Luta popular (Lutte populaire). Avant la révolution des Œillets en 1974, le parti a été parmi les mouvements de résistance les plus actifs face au pouvoir autoritaire, en particulier chez les étudiants de Lisbonne. Après la révolution, le MRPP a atteint une renommée mondiale grâce à ses grandes peintures murales. Durant cette période, José Manuel Durão Barroso était membre du mouvement de la jeunesse du parti intitulé Fédération des étudiants marxistes-léninistes. 
Le MRPP est légalisé le 18 février 1975. Peu après la légalisation, Arnaldo Matos est emprisonné une première fois à Mirandela, par le COPCON, et c'est à partir de ce jour que le pays connut son nom. À Lisbonne, Place du Rossio, des militants et sympathisants criaient : « Libération immédiate du camarade Arnaldo Matos ! ». 

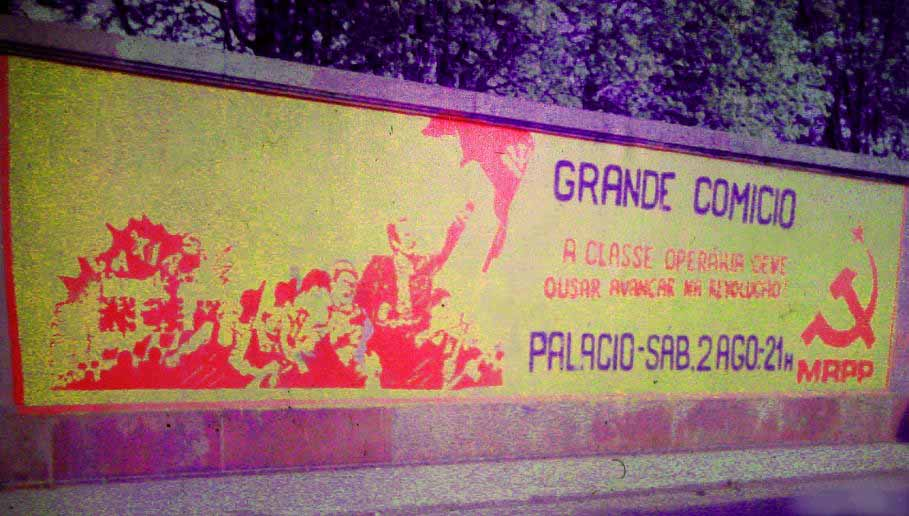
Fresque du MRPP sur un mur de Porto en août 1975.

À partir du printemps 1975, le MRPP lance une campagne « militaire » contre le Parti communiste portugais (pro-soviétique) d'Alvaro Cunhal. Pendant des mois, les militants du groupe maoïste attaquent, incendient et détruisent les permanences du Parti communiste. La violence du MRPP est telle que les observateurs l'accusent de jouer un rôle trouble, et finissent par se demander qui contrôle réellement le mouvement d'Arnaldo Matos. 
En 1976, le parti change de nom et devient le Parti communiste des travailleurs portugais et utilise depuis l'acronyme PCTP - MRPP. Ses dirigeants historiques sont Arnaldo de Matos et Saldanha Sanches. Le PCTP/MRPP participe pour la première fois aux élections de 1976 où il obtient 0,66 % des voix, dur coup pour son leader. En 40 ans de participation aux élections, le parti n'a obtenu aucun député.
Entre 1982 et 2015, Arnaldo de Matos quitte le parti, justifiant sa décision par l'idée que la contre-révolution avait gagné et que le rôle du parti dans la nouvelle société était devenu inutile.
En 2015, bien qu'il n'ait plus aucune responsabilité dans le PCTP/MRPP, il donne l'ordre de suspendre tous les membres du Comité Permanent du Comité Central, dont António Garcia Pereira, la figure la plus connue du Parti et son ami personnel. Commence alors une lutte interne que la démission de Garcia Pereira du Parti ne permit pas d'éteindre.
Arnaldo de Matos conserve son influence au sein du parti jusqu'à sa mort le 22 février 2019 à Lisbonne.

## Résultats électoraux

### Élections législatives
| Année | Voix     | %        | Rang     | Sièges   |
| ----- | -------- | -------- | -------- | -------- |
| 1975  | Interdit | Interdit | Interdit | Interdit |
| 1976  | 36 200   | 0,66     | 7e       | 0 / 250  |
| 1979  | 53 268   | 0,89     | 7e       | 0 / 250  |
| 1980  | 35 409   | 0,59     | 10e      | 0 / 250  |
| 1983  | 20 995   | 0,37     | 9e       | 0 / 250  |
| 1985  | 19 943   | 0,34     | 9e       | 0 / 250  |
| 1987  | 20 800   | 0,37     | 11e      | 0 / 250  |
| 1991  | 48 542   | 0,85     | 7e       | 0 / 230  |
| 1995  | 41 137   | 0,70     | 5e       | 0 / 230  |
| 1999  | 40 006   | 0,74     | 6e       | 0 / 230  |
| 2002  | 36 193   | 0,66     | 6e       | 0 / 230  |
| 2005  | 48 186   | 0,84     | 6e       | 0 / 230  |
| 2009  | 52 761   | 0,93     | 6e       | 0 / 230  |
| 2011  | 62 610   | 1,12     | 6e       | 0 / 230  |
| 2015  | 59 955   | 1,11     | 8e       | 0 / 230  |
| 2019  | 36 118   | 0,69     | 11e      | 0 / 230  |
| 2022  | 13 016   | 0,23     | 13e      | 0 / 230  |
| 2024  | 15 491   | 0,24     | 13e      | 0 / 230  |
| 2025  | 11 896   | 0,20     | 14e      | 0 / 230  |

### Élections européennes
| Année | Voix   | %    | Rang | Sièges |
| ----- | ------ | ---- | ---- | ------ |
| 1987  | 19 475 | 0,35 | 12e  | 0 / 24 |
| 1989  | 26 682 | 0,64 | 12e  | 0 / 24 |
| 1994  | 24 022 | 0,79 | 5e   | 0 / 25 |
| 1999  | 30 446 | 0.88 | 6e   | 0 / 25 |
| 2004  | 36 294 | 1,07 | 5e   | 0 / 24 |
| 2009  | 42 940 | 1,20 | 7e   | 0 / 22 |
| 2014  | 54 708 | 1,67 | 8e   | 0 / 21 |
| 2019  | 27 223 | 0,82 | 12e  | 0 / 21 |

### Élections régionales dans les Açores
| Année | Voix | %    | Sièges |
| ----- | ---- | ---- | ------ |
| 2020  | 144  | 0,14 | 0 / 57 |